# یارموت (ماساچوست)
یارموت، ماساچوست
یارموت(به انگلیسی: Yarmouth) شهرکی در شهرستان بارنستبل ایالت ماساچوست می‌باشد که در سال ۱۶۳۹ بنیان‌گذاری شده‌است. این شهرک در سرشماری سال ۲۰۱۰ میلادی، ۲۳٬۷۹۳ نفر جمعیت داشته‌است.